# Tillandsia minutiflora
Tillandsia minutiflora ist eine Pflanzenart aus der Gattung Tillandsia in der Familie der Bromeliengewächse (Bromeliaceae). Es ist die kleinste Art der Gattung Tillandsia und damit auch der Familie der Bromeliengewächse. Sie gedeiht in Trockentälern am Osthang der Anden von Bolivien bis ins mittlere Argentinien, meist in Höhenlagen zwischen 800 und 1200 Meter, in Bolivien auf bis zu 2600 Meter.

## Beschreibung

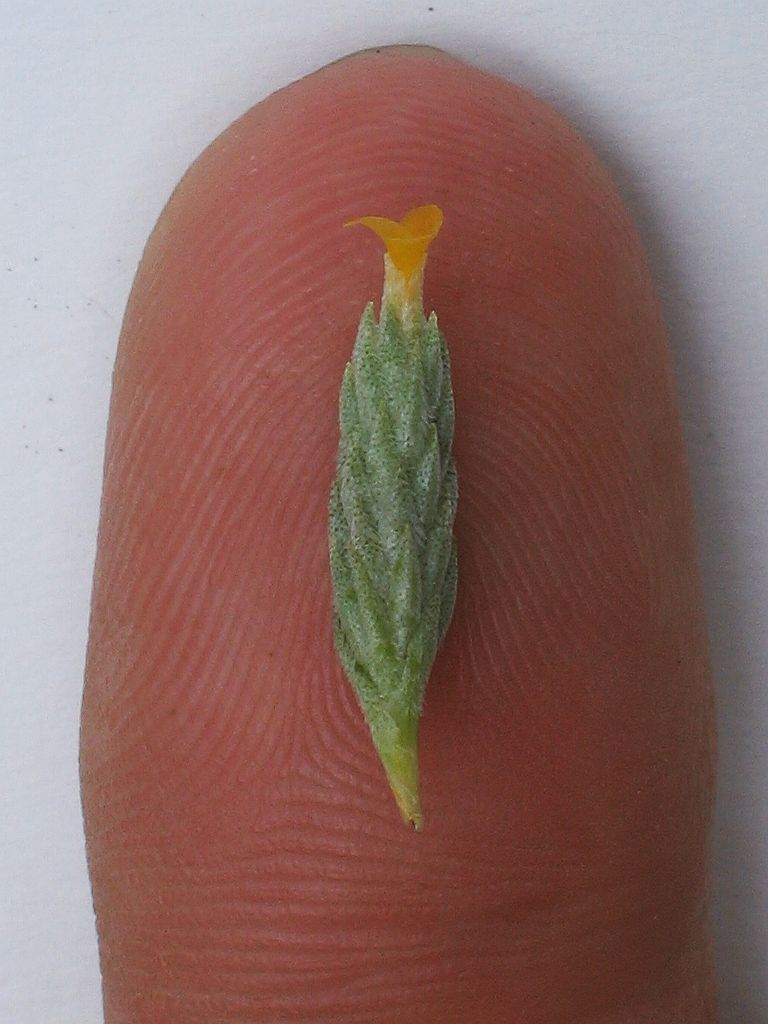
Habitus und Blüte, auf Finger zum Größenvergleich.

### Erscheinungsbild und Blatt
Tillandsia minutiflora ist eine epiphytische Art, sie lebt also auf anderen Pflanzen (hauptsächlich sind dies Bäume oder Kakteen). Es ist eine graue Tillandsie, die in niederschlagsarmen Gebieten mit hoher Luftfeuchtigkeit gedeiht und volle Sonne bevorzugt. Sie ist die kleinste Art der Gattung Tillandsia und damit auch der ganzen Familie der Bromeliengewächse (Bromeliaceae). Sie wird selten größer als 5 cm. Sie hat nur sehr wenige Wurzeln. Die Laubblätter stehen spiralig an kurzen Stämmchen; mehrere solche Stämmchen stehen zusammen und deshalb wirkt eine solche Pflanzengruppe moosartig. Die Laubblätter sind derb, ganzrandig, relativ dicht mit Saugschuppen besetzt und sind 4 bis 9 mm lang.

### Blütenstand, Blüte, Frucht und Samen
Im Gegensatz zu vielen anderen Bromelien ist der ährige Blütenstand relativ unscheinbar und klein, er enthält nur eine Blüte und meist kein Hochblatt. Die zwittrige, dreizählige Blüten ist klein für Tillandsia-Arten. Die drei freien Kelchblätter sind symmetrisch, haben Schuppen und sind 5 bis 9 mm lang. Die drei freien Kronblätter sind gelb. Die sechs Staubblätter sind kürzer als die schmalen Blütenkronblätter. Der Griffel ist kurz und dick. Sie bilden sitzende Kapselfrüchte, in denen die Flughaare der Samen nicht gefaltet sind.
Tillandsia minutiflora kann leicht mit Tillandsia tricholepis und Tillandsia pedicellata, die nur unbedeutend größer sind, verwechselt werden.

## Systematik
Tillandsia minutiflora gehört zur Untergattung Diaphoranthema in der Gattung Tillandsia.
Tillandsia bryoides wurde 1878 durch John Gilbert Baker gültig anhand von Herbarmaterial von Paul Günther Lorentz in A synopsis of the species of Diaphoranthema im Journal of Botany, Volume 16, S. 236–241  erstbeschrieben. Baker verwendete den von August Heinrich Rudolf Grisebach auf dem Herbarbogen mit der Sammelnummer Lorentz 128 notierten Namen. Ein Jahr später wurde von Grisebach mit einem anderen Herbarbogen von Lorentz die Beschreibung in Symbolae ad Floram argentinam in den Abhandlungen der königlichen Gesellschaft der Wissenschaften zu Göttingen, Band 24, S. 334 verändert; nomenklatorisch erzeugte er dabei ein ungültiges Homonym. Lyman B. Smith sichtete Lorentz Herbarbelege und stellte fest, dass auf dem Bogen 128 Herbarmaterial wohl von den beiden Arten Tillandsia tricholepis und Tillandsia bryoides vorhanden waren. Bei der Durchsicht aller bekannter Herbarbelege Lorentz durch Walter Till und im Jahr 2011 durch Sabina Donadío in verschiedenen Herbarien stellte sich heraus, dass alle zur Art Tillandsia tricholepis Baker gehören, von Herbarbogen 128 war nur noch die Hälfte vorhanden. So sind Tillandsia bryoides Griseb. ex  Baker 1878 und Tillandsia bryoides Griseb. 1879 Synonyme von Tillandsia tricholepis Baker. Das Artepitheton bryoides bedeutet moosähnlich.
Mit neuen Lectotypus veröffentlichte L.B.Smith Tillandsia bryoides L.B.Sm. in der Monographie der Tillandsioideae in der Flora Neotropica, 1977, S. 879. Till bezeichnete diese Art als Tillandsia bryoides auct. Die zu dieser Art gehörenden Herbarbögen zeigen die Merkmale entsprechend den beiden Beschreibungen von Baker und Grisebach. Sabina Donadío veröffentlichte 2011 in A valid name for the taxon known as Tillandsia bryoides auct. (Bromeliaceae) in Darwiniana, Volume 49, Issue 2 dafür einen neuen Namen Tillandsia minutiflora Donadío. Das Artepitheton minutiflora bedeutet „mit sehr kleine Blüten“.